# گیسو (صورت فلکی)
صورت فلکی گیسو معادل لاتین:(Com) و مساحت: ۳۸۶ درجه مربع است.

## چند مشخصه
تعداد ستاره‌های اصلی:۱۲.
تعداد ستاره‌هایی که می‌دانیم سیاره دارند:۱۰.

## تاریخچه
هرچند که این صورت فلکی کوچک و کم‌فروغ است و تا سال ۱۶۰۲ هنوز محدودهٔ آن دقیقاً مشخص نبود اما گیسوی برنیکه تاریخ بزرگ و درخشانی دارد و دارای اصالت باستانی است و نشان دهندهٔ گیسوی ملکهٔ مصر یعنی برنیکه دوم است که همسر بطلمیوس سوم، حکمران این کشور در سال‌های ۲۲۱ تا ۲۴۶ قبل از میلاد مسیح بوده‌است.
سال‌ها بود که این صورت فلکی به دنبال اصالت گم شدهٔ خود می‌گشت و این تیکو براهه بود که آن را به مقصودش رساند. این صورت فلکی تا پیش از سال ۱۶۰۲ یا بخشی از دُم شیر آسمان به حساب می‌آمد یا جزء صورت فلکی سنبله. اما سرانجام در سده ۱۶ نقشه‌های آسمان این دو عضو تازه را در صفحات خود راه دادند. یکی از آنان صورت فلکی گیسو بود. تیکو براهه در این سال گیسو را در مقام یک صورت فلکی مجزا در فهرست معروف خود جای داد و در سال ۱۶۰۳ نیز این صورت فلکی در نقشهٔ اجرام آسمانی بایر قرار گرفت.

## ستاره‌ها
ستاره بتا کمی نورانیتر از خورشید ماست که نگاه به آن نشان می‌دهد که خورشید را اگر از فاصله ۲۷ سال نوری می‌دیدیم تا چه حد کم نور و ضعیف بود. نوع طیف آن G0 V و دارای قدر ۴٫۶ می‌باشد.

## اجرام عمقی آسمان
خوشه کهکشانی گیسو در فاصله میلیون‌ها سال نوری از ما واقع شده و شامل بیش از ۱۰۰۰ کهکشان است که اکثراً ضعیف تر از قدر دوازدهم هستند
- مسیه ۸۵
- مسیه ۶۴
- مسیه ۵۳
- مسیه ۹۱
- مسیه ۸۸
- مسیه ۹۹
- مسیه ۹۸
- مسیه ۱۰۰

## صور فلکی همسایه
- تازی‌ها
- خرس بزرگ
- گاوران
- دوشیزه
- شیر